# Proteína hipotética
Las proteínas hipotéticas hacen referencia a proteínas de las cuales sólo se conoce su secuencia de aminoácidos, pero cuya función no ha sido comprobada experimentalmente aun, son denominadas de esta forma debido a que la única información disponible es su secuencia de aminoácidos, que es obtenida a partir de la traducción directa de posibles regiones codificantes de un genoma secuenciado.
La genómica comparativa nos sugiere que muchas de estas proteínas han sido conservadas a lo largo de la evolución, indicando así su importancia en funciones bioquímicas desconocidas; clasificadas en “conocidas” (existe la posibilidad de predecir su actividad bioquímica) y “desconocidos” (existencia nula de información funcional). 
Su estudio podría abrirnos camino en el conocimiento de nuevas rutas metabólicas, el desarrollo de aplicaciones biotecnológicas y médicas.
En bioquímica, se conoce como proteína hipotética a una proteína cuya existencia ya se ha predicho antes, pero hay poca evidencia experimental de que se exprese in vivo. 
La secuenciación de algunos genomas genera múltiples marcos de lectura abiertos (ORFs) previstos que no se pueden vincular de manera sencilla a funciones ya conocidas. Se considera que estas proteínas, ya sean huérfanas o hipotéticas conservadas, constituyen aproximadamente entre el 20% y el 40% de las proteínas codificadas para cada genoma secuenciado hasta ahora.
Las evidencias existentes del funcionamiento hipotético de la proteína en el metabolismo del organismo se pueden llegar a predecir comparando su homología de secuencia o bien, su estructura considerando el análisis de los dominios conservados.Aunque existe suficiente evidencia de que el producto del gen se expresa, mediante microarreglos y espectrometría de masas, aún con estas técnicas resulta complicado asignarle una función específica a su falta de identidad con secuencias proteicas de función bioquímica ya predeterminadas. Actualmente, la mayoría de las secuencias proteicas se pueden deducir a partir del análisis computacional de la secuencia de ADN genómico. 
Las proteínas hipotéticas pueden generarse mediante software de predicción genética durante el análisis del genoma. Cuando alguna herramienta de bioinformática es utilizada para la identificación de genes se puede encontrar un marco de lectura abierto (ORFs) extenso sin ningún homólogo caracterizado en la base de datos de proteínas, y es entonces cuando se le asigna la etiqueta de "proteína hipotética" como anotación. Actualmente se conoce que la función de una proteína hipotética se puede llegar a predecir mediante búsqueda de homología de dominios, aplicando varios niveles de confianza. 
Los dominios conservados e identificados están disponibles en las proteínas hipotéticas y estos deben compararse con los antes descritos, por lo que, las proteínas hipotéticas pueden clasificarse en familias de proteínas particulares, aunque no se hayan investigado in vivo.
La función de una proteína hipotética se podría predecir con un modelo de homología, que consiste en que la proteína hipotética debe alinearse con una secuencia de alguna proteína conocida cuya estructura tridimensional se conoce y, en la que, mediante el método de modelado, se predice la estructura, entonces se podría determinar computacionalmente la capacidad de la proteína hipotética para ser funcional. 
Los enfoques para determinar la función de proteínas hipotéticas incluyen analizar y visualizar la estructura tridimensional de estas proteínas mediante análisis de genómica estructural, para determinar las características de las proteínas, el tipo de unión del grupo de pliegues o ion metálico, y la similitud presente en los pliegues respecto a otras proteínas de funciones conocidas y la ubicación del sitio catalítico y el sitio regulador. La predicción de la estructura con evaluación de la función bioquímica mediante la selección de varios sustratos es otro enfoque prometedor para determinar la función desconocida de estas proteínas.
La genómica comparativa es una herramienta de investigación biológica que permite comparar secuencias genómicas de diferentes especies e identificar todas las similitudes y diferencias. Nos permite estudiar la evolución y entender la función de los genes.. La predicción estructural junto con la evaluación de función bioquímica mediante pruebas con diferentes sustratos esto es otro enfoque prometedor para asignar funciones.
Las proteínas hipotéticas conservadas son proteínas que forman parte de una secuencia genética la cual ya ha sido encontrada en diversos organismos, lo que indica su conservación evolutiva y relevancia en procesos metabólicos importantes, sin embargo, aún se desconoce su función biológica, por lo tanto, tampoco se han caracterizado experimentalmente. 
Se sugieren dos categorías para el estudio de las proteínas hipotéticas Conservadas: 
1. Conocidas (known unknowns). Son proteínas hipotéticas que tienen algunas similitudes con algunas proteínas ya descritas y esto permite poder relacionar su actividad bioquímica. 
2.  Desconocidas (unknown unknowns). Hasta ahora no existe ninguna similitud para estas proteínas con otras proteínas ya conocidas, pero su conservación indica que tiene un papel importante en algunos procesos bioquímicos. 
 El estudio de la existencia de estas proteínas y su conservación es de gran relevancia para la ciencia ya que se podría abrir camino al descubrimiento de su función, y posteriormente, revelar nuevas rutas metabólicas en donde algunas de estas participen.
Gracias al descubrimiento de algunas proteínas hipotéticas conservadas, actualmente se sabe que se requiere un enfoque sistemático para su estudio y por ello se han propuesto diversos criterios que se deben tomar en cuenta para la priorización de blancos funcionales, los cuales son:
Distribución filética: Este criterio se basa en un análisis comparativo sobre la presencia de genes o proteínas en distintas especies. En particular, los genes ortólogos, son de gran interés pues, es decir, son aquellos que derivan de un ancestro común y que se conservan entre múltiples organismos, son de especial interés pues generan el inicio para poder partir hacia el descubrimiento de la función específica de alguna proteína. Su amplia distribución sugiere que desempeñan funciones esenciales para la vida, razón por la cual se consideran candidatos para estudios funcionales. La distribución filética ayuda a ver la evolución de las distintas especies a lo largo del tiempo, brindándonos información muy valiosa para futuras investigaciones. 
Esencialidad: Esto se refiere a algunos datos experimentales que demuestran que un gen es esencial para el crecimiento celular en diversas condiciones. La esencialidad nos ayuda a comprender la dependencia celular de un gen para sobrevivir o crecer en determinadas condiciones. Se determina mediante análisis de pérdida de función, como mutagénesis dirigida, interferencia por ARN o edición genética (CRISPR-Cas9). 
 Estructura de la proteína: La disponibilidad de una estructura tridimensional puede proporcionar información valiosa sobre el rango de posibles funciones de una proteína. El conocimiento de la estructura tridimensional de una proteína aporta información fundamental para predecir su función. Las características estructurales, como la presencia de motivos funcionales, dominios catalíticos o sitios de unión permiten establecer similitudes con proteínas de función conocida, incluso en ausencia de una homología evidente a nivel de secuencia.
 Información sobre expresión y unión: Datos que indiquen que una proteína se sobre expresa bajo ciertas condiciones de estrés o que interactúa con otras moléculas (como ARN o ADN) pueden orientar la investigación hacia su función. Este criterio considera los datos experimentales relacionados con los niveles de expresión de una proteína bajo distintas condiciones fisiológicas o ambientales, así como su capacidad para interactuar con otras biomoléculas, como ácidos nucleicos o proteínas.
Otros criterios: La predicción de una función bioquímica general y consideraciones prácticas como la facilidad de purificación también influyen en la selección de dianas.
La identificación de proteínas hipotéticas puede contribuir como un punto clave en diversas áreas de estudio pues su clasificación en microorganismos patógenos que llegan a causar múltiples enfermedades en humanos y animales es de suma importancia, ya que sería útil en estudios de acoplamiento para el desarrollo de nuevos tratamientos. También las proteínas hipotéticas sirven como marcadores y dianas farmacológicas para el diseño, descubrimiento y escrutinio de nuevos fármacos.
Por tanto, se menciona que la identificación de la función de estas proteínas podría ser de vital ayuda para las siguientes áreas:
- Aplicaciones biotecnológicas
- El descubrimiento de nuevas rutas metabólicas
- Desarrollo de fármacos

| Proteína hipotética                 | Descripcción |
| ----------------------------------- | --- |
| Hp_1351 (Helicobacter pylori)       | Hp_1351 es una proteína hipotética encontrada en Helicobacter pylori (bacilo Gram negativo que cuenta con una morfología en forma de espiral, encargada de proliferar en la mucosa gástrica humana) en donde se detectó su expresión debido a infecciones gástricas. La función de la proteína HP 1351 de H. pylori es desconocida, sin embargo, hay predicciones las cuales indican que contiene dominios transmembranales asociados, con el transporte de moléculas. El determinar su función de manera completa permitirá desarrollar nuevos antibióticos, para el control de esta bacteria mediante la creciente resistencia a los fármacos. |
| YfgM (Escherichia coli)             | YfgM es una proteína hipotética conservada, la cual se encarga del transporte de proteínas hacia la membrana externa de Escherichia coli, a pesar de contar con esta información su función no está completamente identificada y caracterizada. Interacciona con otros componentes del sistema de excreción, y permite la identificación de proteínas en la membrana abriendo camino a la correcta viabilidad bacteriana, sin olvidar que brinda ayuda para el estudio de proteínas. |
| CG2496 (Corynebacterium glutamicum) | La predicción obtenida para esta proteína fue gracias a un análisis bioinformático, se detectó un dominio enzimático del tipo hidrolasa o deshidrogenasa. Se expresa bajo estrés oxidativo, pero no se ha observado actividad catalítica directa. CG2496 sería blanco para mejorar rutas metabólicas para la producción industrial de aminoácidos como la lisina o glutamato por ingeniería genética. |
| Rv2623 (Mycobacterium tuberculosis) | Rv2623 forma parte de las ATPasas y actúa como regulador durante la fase latente de crecimiento de M. tuberculosis (bacteria aerobia estricta que intracelular patógena y principal motivo de la mayoría de los casos de tuberculosis a nivel mundial). Rv2623 presenta el dominio "P-loop" el cual es un tipo de dominio relacionado con la unión e hidrólisis de ATP. El caracterizar su función fármacos para combatir la tuberculosis y la recaída de los pacientes infectados con esta bacteria. |
| BC_3461 (Bacillus cereus)           | BC 3461 es una proteína hipotética de función desconocida, sin embargo, se cree que está involucrada en rutas regulatorias o de señalización celular. Su expresión es favorecida en condiciones de producción de toxinas, además de que tiene dominios vinculados con la inhibición de genes asociados con la virulencia. BC_3461 es relevante en las áreas de microbiología alimentaria y seguridad sanitaria ya que podría aportar grandes avances para minimizar la virulencia de cepas patógenas de Bacillus cereus. |
| C10orf25                            | La proteína C10orf25 es una proteína hipotética cuya función específica aún no está completamente definida, pero se ha investigado su posible relación con el Alzheimer y sus sitios activos se ha predicho que podría estar involucrada en la fase degenerativa del Alzheimer, especialmente en el sistema motor. Además, se han identificado residuos de leucina, valina y cisteína en su estructura que podrían interactuar con otras moléculas. |

## Técnicas bioinformáticas para la identificación de su función
La metodología adecuada para la identificación de proteínas hipotéticas (HP) consiste en aislar secuencias de aminoácidos completas y sus alteraciones estructurales previas al análisis. 
Es fundamental evitar los procedimientos que impliquen la degradación química o escisión enzimática directa sobre proteínas, como la digestión con tripsina. Se recomienda purificar la proteína intacta y realizar una proteólisis controlada para la generación de péptidos que serán analizados mediante la espectrometría de masas.
Origen y detección computacional
La detección automática de genes se combina con algoritmos de predicción de ORFs, por ejemplo: Glimmery GeneMark con búsquedas de homología contra algunas bases de datos de referencia como (UniProt, RefSeq). Los marcos de lectura extensos que no presentan alguna similitud relevante con entradas conocidas se detectan como proteínas hipotéticas.

#### Homología de secuencia
La búsqueda de similitud de secuencia mediante BLAST o HHblits permite identificar secuencias homólogas para que a través de análisis más grande se puedan determinar las relaciones evolutivas distantes.
La homología de secuencia ayuda a predecir la función de una proteína comparando su secuencia con otras conocidas, mediante herramientas bioinformáticas, se identifica si existe una similitud significativa (por ejemplo, más del 30 % de identidad y un valor E menor a 0.001). Si la proteína tiene alta similitud con otra bien estudiada o ya conocida, se infiere que puede tener una función similar. 
Esta técnica es de gran importancia pues permiten establecer relaciones evolutivas y funcionales.

#### Análisis de dominios conservados
Bases de datos como Pfam y InterPro catalogan dominios funcionales. La detección de un dominio catalítico o de unión a cofactor da pistas sobre el posible papel bioquímico.

#### Modelado estructural y genómica estructural
Modeladores in sillico (I‑TASSER‑MTD, Phyre2) y métodos de IA (AlphaFold 2) predicen la estructura 3D con alta precisión. La comparación de pliegues contra el PDB o CATH facilita proponer algún mecanismo de acción y sitios activos.

#### Ensayo de doble híbrido

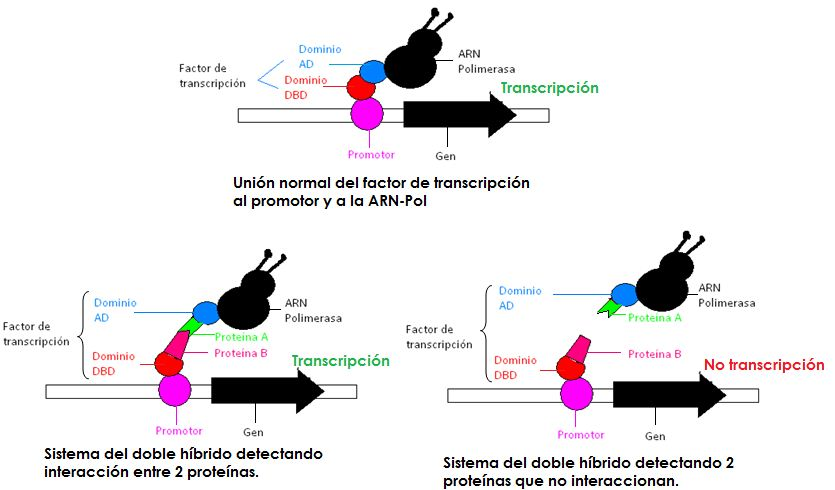
Figura 2. imagen representativa del sistema de doble híbrido

El sistema de doble híbrido es una herramienta con la que pueden expresar y estudiar genes de cualquier eucariota en un organismo. 
Esta técnica es usada para establecer si dos proteínas interactúan, se fundamenta en los factores de transcripción de eucariotas que constan de dos dominios y estos deben estar próximos, pero no unidos para ser activos.
Uno de los dos dominios es el encargado de unirse al DNA (BD, binding domain), y el otro es el responsable de reclutar otras proteínas e iniciar la transcripción (AD, activation domain). Cada uno de estos dominios cumple su función específica y pueden fusionarse con proteínas de interés consiguiendo así dos proteínas quiméricas BD-X y AD-Y.
La forma más común de usar el sistema de doble híbrido consiste en realizar un rastreo de genotecas de cDNA, para identificar qué proteínas de todo un genoma pueden interaccionar con una proteína de interés.
Esta técnica ayuda a detectar como es la interacción entre dos proteínas. La técnica consiste en la activación de un gen reportero o por la acción de un factor de transcripción sobre la secuencia regulatoria de la proteína. El método se divide en un factor de transcripción en dos partes el cual, es un dominio de unión al ADN y un dominio de activación de la transcripción y cuando se fusionan estas partes, fusionan a la proteína la cual es estudiada después.

#### Microarreglos

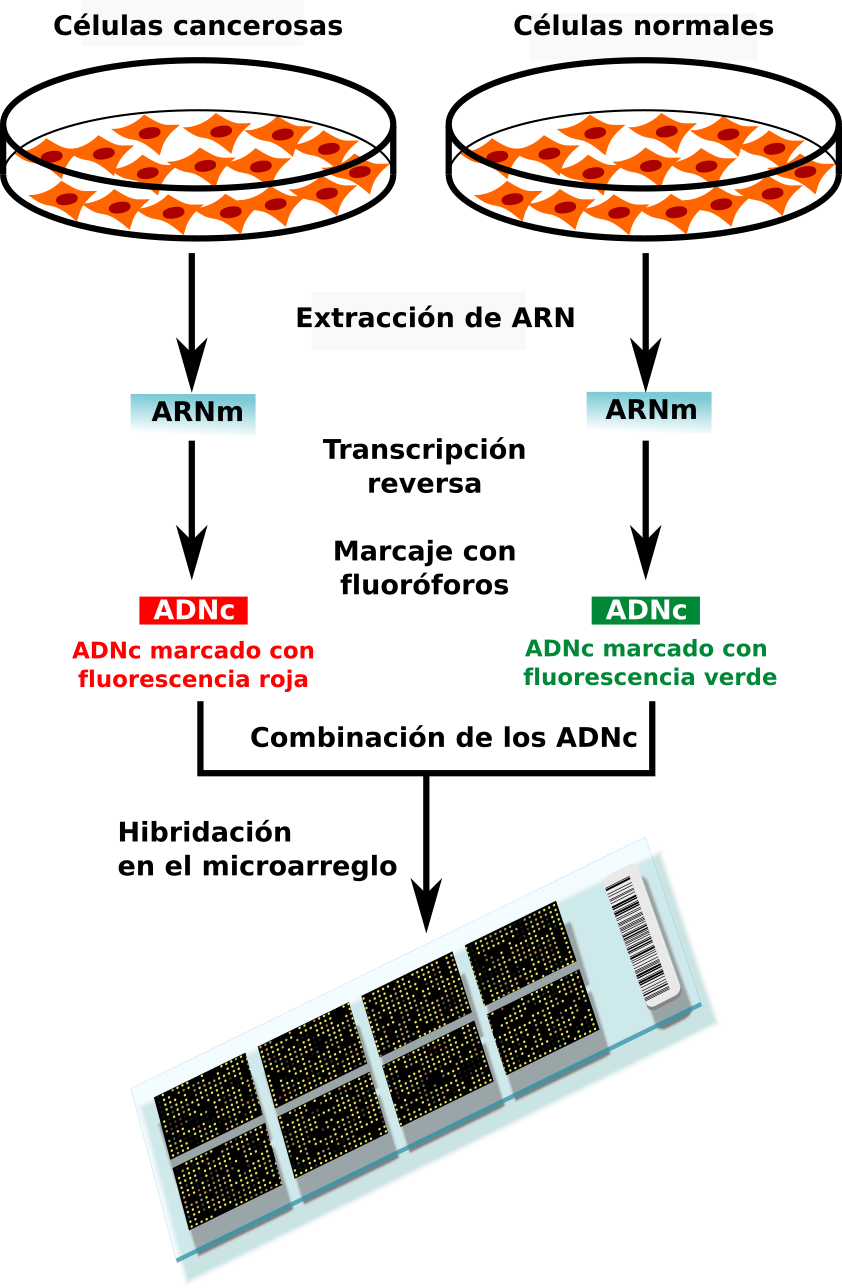
Figura 3. Técnica de microarreglos

La técnica de los microarreglos es la colocación de múltiples secuencias de genes en lugares determinados sobre un portaobjetos de vidrio el cual se le conoce como "chip", esta muestra tendrá ADN o ARN m se pondrá en contacto con el chip, para que las bases entre la muestra y la secuencia de genes produzcan una cantidad de luz que se pueda medir e identificar los genes. .   
Los microarreglos son una tecnología que, básicamente, minimiza los procesos. Permiten la detección de moléculas de ADN o ARN por hibridación o adherencia de las moléculas en cuestión de ADN o ARN en un portaobjetos de vidrio, y detección del ADN o ARN adherido mediante diferentes etiquetas o colores que les permiten ser detectados.

#### Espectrometría de masas

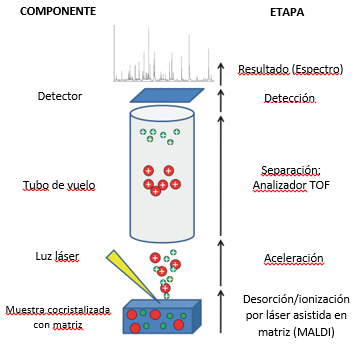
Figura 4. Imagen representativa de la técnica espectrometría de masas

La espectrometría de masas es una técnica que permite el análisis de la distribución de moléculas para una sustancia en comparación a su masa. está muestra es analizada con un espectrómetro de masas que analiza con gran precisión la composición de los diferentes elementos químicos que componen la muestra. el espectrómetro mide las relaciones entre masa/carga de los iones calentando la muestra y analizándolo hasta evaporándolo y ionizando los diferentes átomos.
Para analizar la identificación de proteínas, primero, se extraen las proteínas de la muestra y se digieren con una enzima que las corta en péptidos. Luego, estos péptidos se separan por cromatografía líquida e ingresan al espectrómetro de masas mediante ionización por electrospray, con esta técnica se logra se medir la relación masa/carga y se generan espectros. Finalmente, se usan herramientas bioinformáticas para comparar los datos con bases de datos, identificar las proteínas presentes y predecir su función con base en su secuencia.

## Comparación de dominios entre una proteína hipotética y una proteína conocida:
Concepto:
ATP-binding caassettee (ABC).
Las proteínas hipotéticas ABC se cree que están encargadas de utilizar la energía proveniente de la hidrólisis de ATP y así continuar con el transporte de sustancias a membranas de azúcares, péptidos y aminoácidos, estas proteínas brindan ayuda para la adquisición de nutrientes y permite obtener resistencia a compuestos tóxicos.
Proteína Conocida:
MacB (ATP-binding cassette transporter MacB). 581 aminoácidos.
Proteína encontrada en E. Coli que al ser estudiada se reconoció su participación en el transporte de antibióticos como los macrólidos bombeándolos fuera de la célula bacteriana, además de otorgarle resistencia.
Proteína Hipotética:
Putative ABC transporter (ATP-binding protein). 309 aminoácidos.
Proteína hipotética debido a que no se ha confirmado experimentalmente su función o expresión, sin embargo, se identificaron dominios característicos de la familia ABC. Lo cual sugiere que esta proteína participa en el transporte de azúcares, péptidos, iones e incluso fármacos, común en bacterias como Klebsiella pneumoniae.
Ambas proteínas comparten el dominio ABC_Trans (PF00005). A continuación, se muestra un esquema representativo del dominio en común entre ambas proteínas.

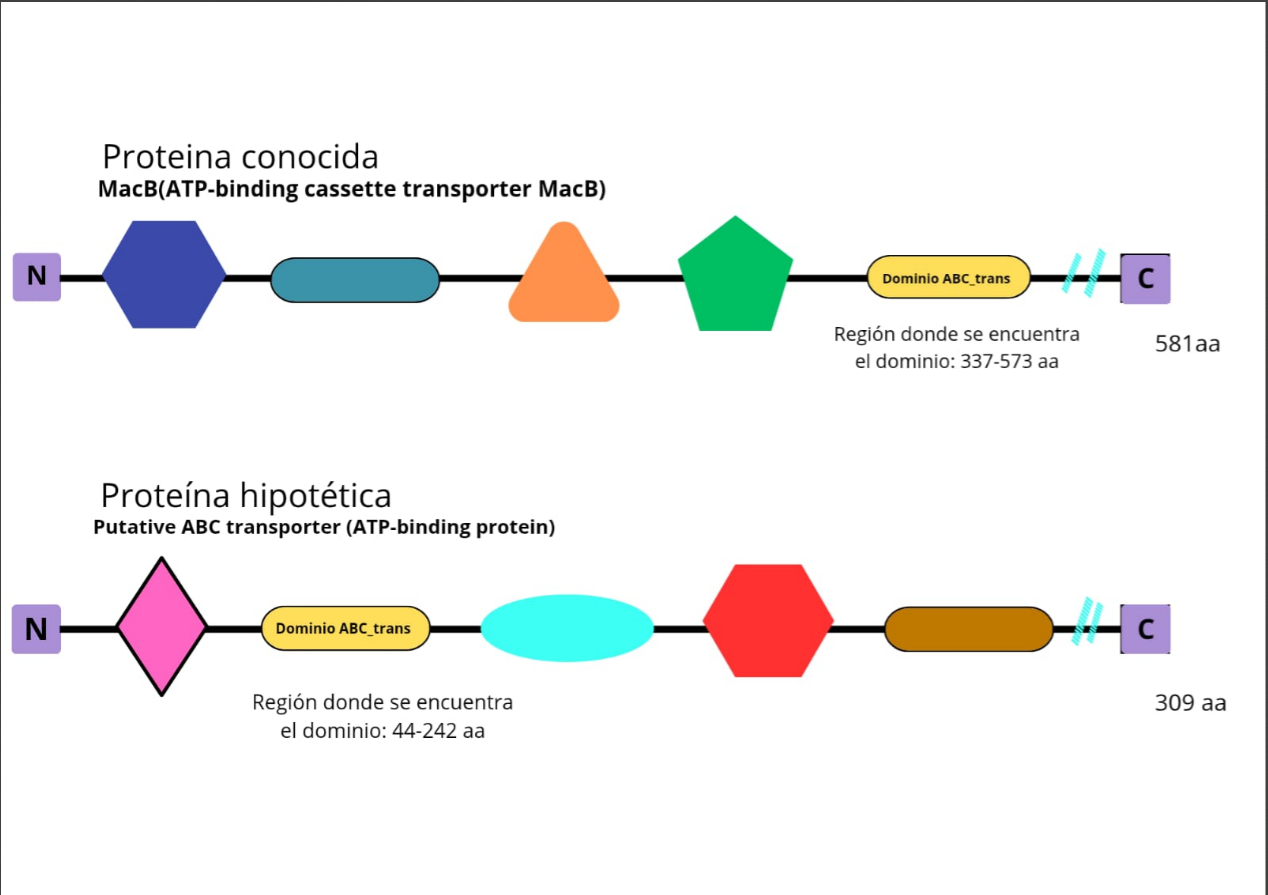
figura 5. Esquema visual de la comparación entre dominios de una proteína hipotética con una proteína conocida

1. ↑  Galperin, Michael Y.; Koonin, Eugene V. (15 de septiembre de 2004). «‘Conserved hypothetical’ proteins: prioritization of targets for experimental study». Nucleic Acids Research 32 (18): 5452-5463. ISSN 0305-1048. doi:10.1093/nar/gkh885. Consultado el 24 de julio de 2025.
2. 1 2  formación), Rubén Megía González (Coordinador del área de (13 de mayo de 2021). «¿Qué es la genómica comparativa?». Genotipia. Consultado el 18 de julio de 2025.
3. ↑  Galperin, Michael Y. (2001-02). «Conserved ‘Hypothetical’ Proteins: New Hints and New Puzzles». Comparative and Functional Genomics 2 (1): 14-18. ISSN 1531-6912. PMC 2447192. PMID 18628897. doi:10.1002/cfg.66. Consultado el 21 de julio de 2025.
4. ↑  Srinivasan, Bharath; Kempaiah Nagappa, Lakshmeesha; Shukla, Arpit; Balaram, Hemalatha (1 de abril de 2015). «Prediction of substrate specificity and preliminary kinetic characterization of the hypothetical protein PVX_123945 from Plasmodium vivax». Experimental Parasitology. 151-152: 56-63. ISSN 0014-4894. doi:10.1016/j.exppara.2015.01.013. Consultado el 21 de julio de 2025.
5. 1 2 3  Galperin, Michael Y.; Koonin, Eugene V. (15 de septiembre de 2004). «‘Conserved hypothetical’ proteins: prioritization of targets for experimental study». Nucleic Acids Research 32 (18): 5452-5463. ISSN 0305-1048. PMC 524295. doi:10.1093/nar/gkh885. Consultado el 18 de julio de 2025.
6. ↑  «Phylogenomics: Improving Functional  Predictions for Uncharacterized Genes  by Evolutionary Analysis».
7. ↑  Osterman, Andrei; Overbeek, Ross (1 de abril de 2003). «Missing genes in metabolic pathways: a comparative genomics approach». Current Opinion in Chemical Biology 7 (2): 238-251. ISSN 1367-5931. doi:10.1016/S1367-5931(03)00027-9. Consultado el 24 de julio de 2025.
8. ↑  «Diversidad filogenética: una forma de medir la historia  evolutiva de la biodiversidad».
9. ↑  «Los genes esenciales del genoma humano». Genotipia. Consultado el 30 de julio de 2025.
10. ↑  Casa, Universidad en Tu (9 de mayo de 2020). «¿Qué es la expresión de proteínas?». universidadentucasa.com. Consultado el 22 de julio de 2025.
11. ↑  Ijaq, Johny; Chandrasekharan, Mohanalatha; Poddar, Rajdeep; Bethi, Neeraja; Sundararajan, Vijayaraghava S. (31 de marzo de 2015). «Annotation and curation of uncharacterized proteins- challenges». Frontiers in Genetics (en english) 6. ISSN 1664-8021. doi:10.3389/fgene.2015.00119. Consultado el 18 de julio de 2025.
12. ↑  Ang’ang’o, Lilian Mbaisi; Herren, Jeremy Keith; Tastan Bishop, Özlem (9 de febrero de 2023). «Structural and Functional Annotation of Hypothetical Proteins from the Microsporidia Species Vittaforma corneae ATCC 50505 Using in silico Approaches». International Journal of Molecular Sciences 24 (4): 3507. ISSN 1422-0067. PMC 9960886. PMID 36834914. doi:10.3390/ijms24043507. Consultado el 19 de julio de 2025.
13. ↑  Alm, Richard A.; Ling, Lo-See L.; Moir, Donald T.; King, Benjamin L.; Brown, Eric D.; Doig, Peter C.; Smith, Douglas R.; Noonan, Brian et al. (1999-01). «Genomic-sequence comparison of two unrelated isolates of the human gastric pathogen Helicobacter pylori». Nature (en inglés) 397 (6715): 176-180. ISSN 1476-4687. doi:10.1038/16495. Consultado el 21 de julio de 2025.
14. 1 2 3  «PyMOL | pymol.org». www.pymol.org. Consultado el 24 de julio de 2025.
15. ↑  Slamti, Leyla; Livny, Jonathan; Waldor, Matthew K. (15 de enero de 2007). «Global Gene Expression and Phenotypic Analysis of a Vibrio cholerae rpoH Deletion Mutant». Journal of Bacteriology 189 (2): 351-362. doi:10.1128/jb.01297-06. Consultado el 18 de julio de 2025.
16. ↑  «Corynebacterium glutamicum - an overview | ScienceDirect Topics». www.sciencedirect.com. Consultado el 22 de julio de 2025.
17. ↑  Glass, Lisa N.; Swapna, Ganduri; Chavadi, Sivagami Sundaram; Tufariello, JoAnn M.; Mi, Kaixia; Drumm, Joshua E.; Lam, TuKiet T.; Zhu, Guofeng et al. (28 de julio de 2017). «Mycobacterium tuberculosis universal stress protein Rv2623 interacts with the putative ATP binding cassette (ABC) transporter Rv1747 to regulate mycobacterial growth». PLOS Pathogens (en inglés) 13 (7): e1006515. ISSN 1553-7374. PMC 5549992. doi:10.1371/journal.ppat.1006515. Consultado el 24 de julio de 2025.
18. ↑  «Bacillus cereus - Cultivo; Identificación de Bacillus cereus; Diagnóstico molecular de genes codificantes de toxinas (PCR y secuenciación). - IVAMI». www.ivami.com. Consultado el 22 de julio de 2025.
19. ↑  Gonzalez Santos, Janneth; Sampaio Barreto, George Emilio; Pulido, Luz Mary Salazar (2014). PREDICCIÓN DE LA ESTRUCTURA Y FUNCIÓN DE UNA PROTEÍNA HIPOTÉTICA DE ESCLEROSIS LATERAL AMIOTRÓFICA (ELA) HUMANOS [NCBI Acc. Q96Q42.2]: 2do Congreso Virtual de Ciencias Morfológicas. pp. 1-13. Consultado el 23 de julio de 2025.
20. ↑  Biotechnology, Nautilus (3 de noviembre de 2022). «Traditional approaches to study proteins - Protein sequencing». Nautilus Biotechnology (en inglés). Consultado el 24 de julio de 2025.
21. ↑  Vincent, Antony T. (5 de marzo de 2024). «Bacterial hypothetical proteins may be of functional interest». Frontiers in Bacteriology (en english) 3. ISSN 2813-6144. doi:10.3389/fbrio.2024.1334712. Consultado el 18 de julio de 2025.
22. ↑  «7.13C: Homólogos, Ortólogos y Paralogos». LibreTexts Español. 29 de octubre de 2022. Consultado el 22 de julio de 2025.
23. ↑  Masnoddin, Makdi; Ling, Clemente Michael Wong Vui; Yusof, Nur Athirah (16 de agosto de 2022). «Functional Analysis of Conserved Hypothetical Proteins from the Antarctic Bacterium, Pedobacter cryoconitis Strain BG5 Reveals Protein Cold Adaptation and Thermal Tolerance Strategies». Microorganisms (en inglés) 10 (8): 1654. ISSN 2076-2607. PMC 9415557. doi:10.3390/microorganisms10081654. Consultado el 18 de julio de 2025.
24. ↑  «Genómica estructural y funcional – Biocomputación» (en inglés estadounidense). Consultado el 18 de julio de 2025.
25. ↑  He, Runtao; Li, Xuguang (2008). «Mammalian Two-Hybrid Assay for Detecting Protein-Protein Interactions in Vivo». Genomics Protocols 439: 327-337. ISSN 1064-3745. PMC 7120061. PMID 18370113. doi:10.1007/978-1-59745-188-8_22. Consultado el 18 de julio de 2025.
26. ↑  «7.25J: Análisis de dos híbridos». LibreTexts Español. 29 de octubre de 2022. Consultado el 24 de julio de 2025.
27. ↑  «MICROARREGLOS DE ADN: APLICACIONES  EN LA MICROBIOLOGÍA DNA microarrays: applications in microbiology».
28. ↑  Rodrigo (9 de enero de 2020). «Todo lo que debes saber sobre proteínas y espectometría de masas». Net Interlab. Consultado el 24 de julio de 2025.
29. ↑  «Espectrometría de Masas». Facultad de Química. Consultado el 24 de julio de 2025.
30. ↑  Rodrigo (9 de enero de 2020). «Todo lo que debes saber sobre proteínas y espectometría de masas». Net Interlab. Consultado el 20 de julio de 2025.
31. ↑  «UniProt». UniProt (en inglés). Consultado el 23 de julio de 2025.
32. ↑  «UniProt». UniProt (en inglés). Consultado el 23 de julio de 2025.
33. ↑  Mistry, Jaina; Chuguransky, Sara; Williams, Lowri; Qureshi, Matloob; Salazar, Gustavo A; Sonnhammer, Erik L L; Tosatto, Silvio C E; Paladin, Lisanna et al. (8 de enero de 2021). «Pfam: The protein families database in 2021». Nucleic Acids Research 49 (D1): D412-D419. ISSN 0305-1048. PMC 7779014. doi:10.1093/nar/gkaa913. Consultado el 23 de julio de 2025.
34. ↑  Lagesen, Karin; Hallin, Peter; Rødland, Einar Andreas; Staerfeldt, Hans-Henrik; Rognes, Torbjørn; Ussery, David W. (2007). «RNAmmer: consistent and rapid annotation of ribosomal RNA genes». Nucleic Acids Research 35 (9): 3100-3108. ISSN 1362-4962. PMC 1888812. PMID 17452365. doi:10.1093/nar/gkm160. Consultado el 24 de julio de 2025.

- Datos: Q10855009